# Canad Inns Stadium
O Canad Inns Stadium (anteriormente chamado de Winnipeg Stadium), é um estádio de futebol canadense da cidade de Winnipeg, Canadá. 
Inaugurado em 1953, acomoda usualmente 29.500 espectadores mas é capaz de abrigar 44.784 pessoas. A cadeia de hotéis Canad Inns adquiriu o direito de utilizar seu nome no estádio. É a casa do time Winnipeg Blue Bombers.
Foi o estádio sede dos Jogos Pan-Americanos duas vezes: no Pan de 1967 e no Pan de 1999.